# Milarepa
Jetsun Milarepa (Wylie: Rje-btsun Mi-la-ras-pa), född cirka 1052, död cirka 1135 var en av Tibets mest kända yogier och poeter, en lärjunge till Marpa Lotsawa, och betydelsefull inom Kagyü (Bka'-brgyud)-skolan inom tibetansk buddhism. 
Milarepa sägs ha utövat svart magi i sin ungdom, bland annat för att hämnas på släktingar som la beslag på familjens egendomar, när fadern dog. Med tilltagande mognad kom han till insikt om felet med detta, och gick därför i lära hos helgonet Marpa. Efter detta följde hård askes tills Milarepa slutligen uppgick i nirvana. Under denna tid skrev Milarepa sina "Hundratusen sånger", översatt till engelska 1962 av G. C. C. Chang (The Hundred Thousand Songs of Milarepa). Han hade många lärjungar. En av dem var Retchung, författare till en berömd biografi över sin lärare.

## Verk i översättning
- Tibetansk litteratur: Milarepa. Stockholm: Almqvist & Wiksell. 1970. Libris 10647999